# Kapelle Madonna im Grünen

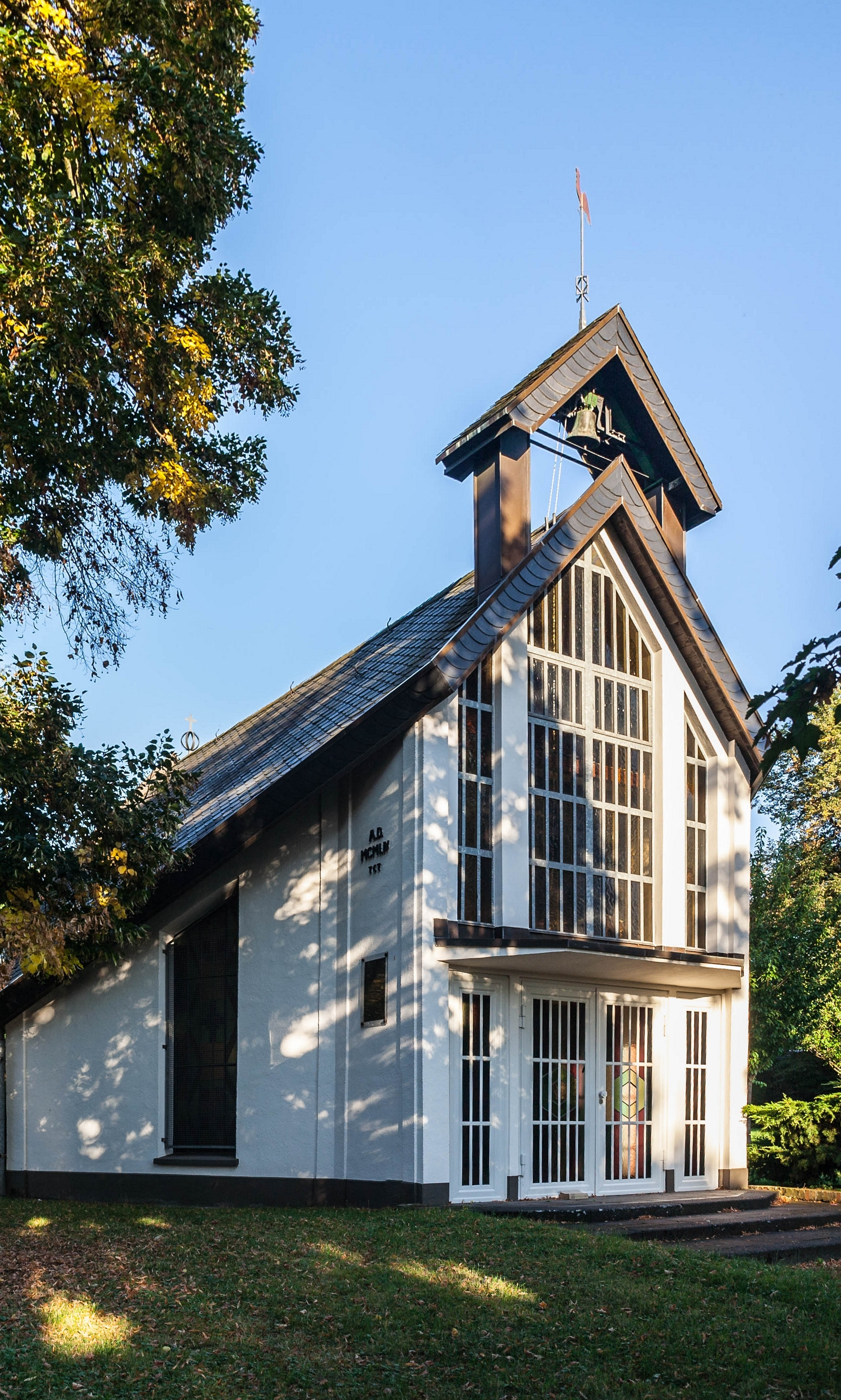
Kapelle Madonna im Grünen

Madonna im Grünen ist eine denkmalgeschützte römisch-katholische Kapelle im linksrheinischen Kölner Stadtteil Weidenpesch.

## Vorgeschichte
Schon im 13. Jahrhundert stand am Ort der heutigen Kapelle eine dem heiligen Stephanus geweihte Kirche, die wegen Baufälligkeit 1860 abgerissen und 1862 durch eine zweite Stephanuskirche ersetzt wurde, welche bis in die 1930er Jahre Pfarrkirche für ganz Mauenheim war und im Zweiten Weltkrieg zerstört wurde.
Der Bau der heutigen Kapelle Madonna im Grünen geht zurück auf den Unternehmer Thomas Carl Tromm, der nach dem Zweiten Weltkrieg seine vorhandenen Fabrikationsstätten für Wachs-Rohstoffe in Weidenpesch erweiterte. Aus Dankbarkeit, dass seine Familie und sein Unternehmen den Krieg unbeschadet überstanden hatten, entschloss er sich, der Kirchengemeinde ein großzügiges Geschenk zukommen zu lassen. Auf Anregung des mit ihm befreundeten Pfarrers Fürtjes, der viele Aufbauarbeiten im Stadtteil begleitete, ließ Tromm an der Stelle der im Krieg zerstörten Stephanuskirche eine Marienkapelle bauen.

## Baugeschichte und Beschreibung
Die Kapelle entstand in den Jahren 1953 und 1954 aus den alten Feldbrandsteinen der zerstörten Stephanuskirche nach Plänen von Carl Tromm, Sohn von Thomas Carl Tromm. Pastor Fürtjes und Thomas Carl Tromm ließen den Innenraum gestalten.
Am 4. Dezember 1954 wurde der Bau fertiggestellt und durch den Weihbischof Wilhelm Cleven eingesegnet. In der Folgezeit wurde die Kapelle für Marienandachten, Hochzeiten, Jubiläen und Taufen genutzt. Wegen mehrmaliger Beschädigungen durch Einbrüche wird sie heutzutage nicht mehr regelmäßig geöffnet.

## Architektur

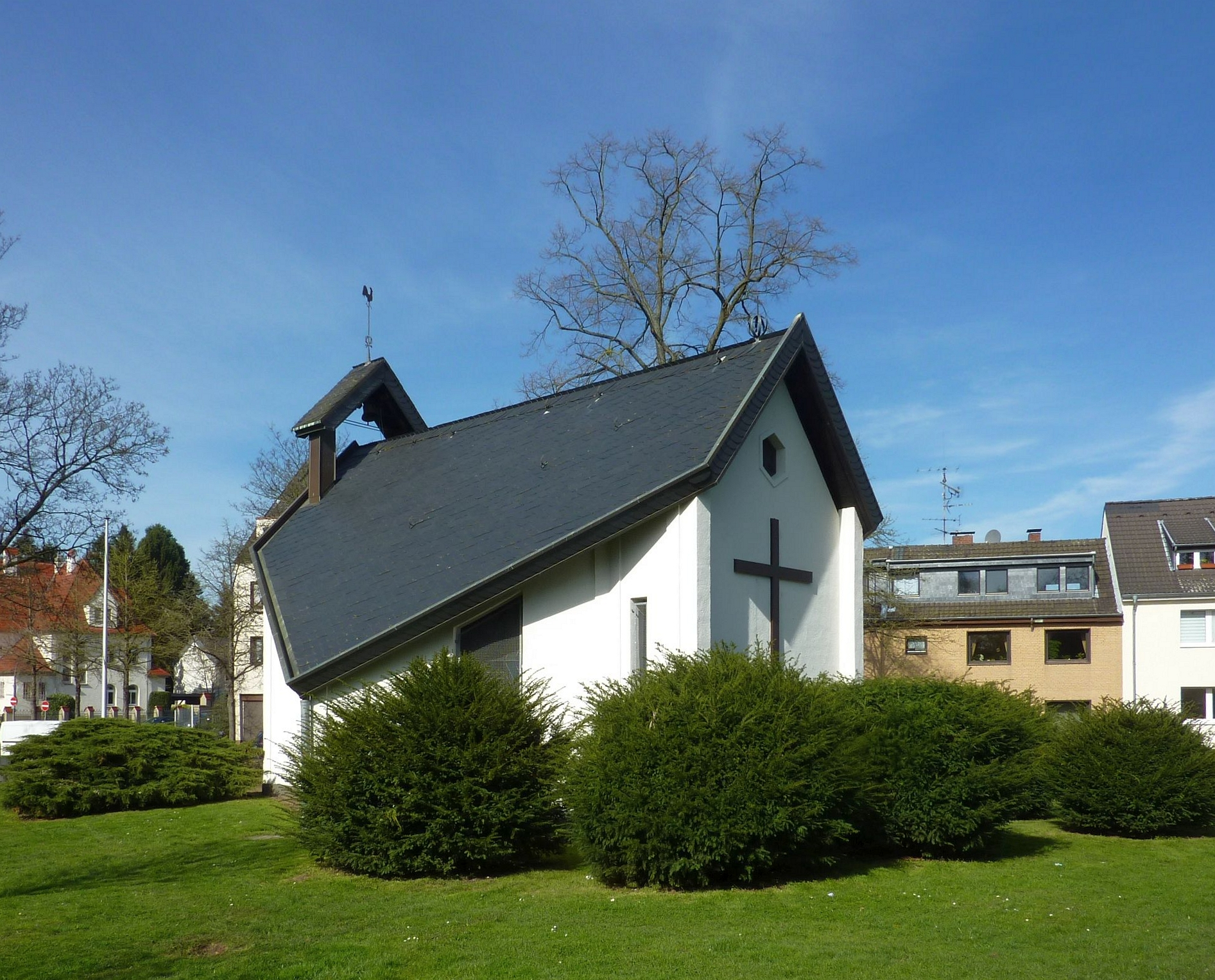
Blick auf das Dach und den geraden Chorabschluss

Die auf einer sechseckigen Grundfläche errichtete Kapelle ist ein nach Osten ausgerichteter Saalbau mit geradem Chorabschluss und einem spitz zulaufenden abgeschleppten Schieferdach, auf dem ein Dachreiter aufgesetzt ist. Die Glocke im Dachreiter ist ein Werk des Glockengießermeisters Engelbert Gebhard aus Kempten im Allgäu. An den Längsseiten des Sechsecks sind im Westen und Osten rechteckige Querjoche angefügt.

## Innenausstattung

### Madonnenstatue
Aus Anlass des 100. Jahrestages des Dogmas von der unbefleckten Empfängnis Mariä und des 40. Jahrestages der Erscheinung von Fátima ließ Kardinal Frings eine gekrönte Madonnenstatue mit Jesuskind und ausgebreitetem Mantel aus Eichenholz schnitzen, die im Marianischen Jahr 1954 durch die Kölner Kirchengemeinden getragen wurde. Zum Fest Maria Empfängnis am 8. Dezember 1954, dem Hochfest des Kölner Doms, wurde die als Madonna im Grünen bezeichnete Figur in die Domkirche getragen und einige Monate nach der Einsegnung in der Kapelle aufgestellt.

### Sonstige Ausstattung
Bleiglasfenster, Türen, innere Gitter, Tabernakel und Kerzenleuchter wurden von dem Schlossermeister Hloch gefertigt. Die Bleiglasfenster von 1954 aus Kathedralglas im Kirchenschiff und im Chor zeigen Ornamente mit Kreuzsymbolen und sind Werke von Thomas Carl Tromm. Der Entwurf der Fenster orientiert sich an den Fenstern der Kirche Heilig Kreuz. Die aus Bayern stammenden Bilder mit dem Lebensweg Jesu wurden von den Farbwerken Hoechst gestiftet. Die Figuren der Madonna, des heiligen Stephanus und des heiligen Apostels Thomas wurden in Kevelaer entworfen und geschnitzt.

## Denkmalschutz
Die Kapelle Madonna im Grünen wurde am 12. September 1995 unter der Nummer 7648 in die Liste der Baudenkmäler im Kölner Stadtteil Weidenpesch eingetragen.